# Historia del Rey Transparente
Historia del rey transparente es el título de una novela de la escritora Rosa Montero. El libro fue publicado en 2005 en Alfaguara. Círculo de Lectores (español), Lübbe, RM Buch un Medien Vertrieb (Club) (alemán), Métailié (francés), Agyra (griego),  Frassinelli (italiano), Portugal: Asa, Círculo de Leitores (portugués) // Brasil: Ediouro (portugués), Rao (rumano), Strik (serbio).
El libro está inspirado en la historia del rey transparente (un cuento con moraleja) que se encuentra en el llamado Manuscrito de Fausse-Fontevrault (circa. 1080), donado en 1770 por el rey Luis XV de Francia a la Biblioteca Joanina de la Universidad de Coimbra, Portugal. La historia del rey transparente refleja la filosofía de la novela.